# Рижковой Віталій Іванович
Віталій Іванович Рижковой (нар. 28 квітня 1976) — український футболіст, півзахисник. Зіграв 30 матчів у вищій лізі Молдови, також виступав у професійних клубах України та Росії.

## Життєпис
На початку кар'єри виступав на аматорському рівні за львівський «ЛДУФК» й «Імпульс» з Кам'янця-Подільського. У сезоні 1995/96 років грав у першому дивізіоні Молдови за «Чухур», а навесні 1996 року виступав за «Ратушу» з Кам'янця-Подільського у першій лізі України. У сезоні 1996/97 років повернувся в «Чухур», який тепер грав у вищому дивізіоні Молдови, і провів в його складі 11 матчів. У 1999 році разом зі своїми товаришами по колишнім командам Михайлом Сомком і Сергієм Федорчуком перейшов до російського «КАМАЗа», який грав у другому дивізіоні, зіграв за цю команду 13 матчів. Потім протягом трьох неповних сезонів грав у вищому дивізіоні Молдови за «Ністру» (Атаки) і взяв участь в 19 матчах.
Після повернення в Україну грав за команди другої ліги — «Нафтовик» (Долина), «Десна» (Чернігів), «Явір» (Краснопілля) й «Єдність» (Плиски). Всього за кар'єру зіграв 15 матчів у першій українській лізі і 160 матчів (2 голи) — у другій.
У віці 31 рік завершив професійну кар'єру, в подальшому грав на аматорському рівні за команди Сімферополя і Шаргорода. У 2010-2011 роках був граючим тренером клубу «УЕУ-СКІФ» (Сімферополь).